# 千銃士
『千銃士』（せんじゅうし）は、LINEとマーベラスより配信されていたiOS/Android用ゲーム。銃の化身である貴銃士たちと、戦場を共にし、学び、絆を深め、彼らの成長を導く「貴銃士育成RPG」。サービス期間は2018年3月22日 - 2019年6月11日。
2020年には続編の『千銃士:Rhodoknight』（せんじゅうし ロードナイト）の制作が発表され、iOS/Android版が2021年11月24日から2024年4月4日まで運営された。2025年冬には、未完だった物語を新規制作し完結させたNintendo Switch版がジー・モードより発売予定。
2018年7月から9月にかけてはテレビアニメが放送。

## 登場人物

### 古銃・貴銃士

#### アメリカ独立戦争
アメリカの独立をめぐり争った銃のグループ。アニメでは主人公格を勤めた。
ブラウン・ベス
声 - 八代拓
身長175cm。裏地がタータンチェックの赤の軍服。
趣味 ギター
好きな物 紅茶、ロックミュージック。
大英帝国を築いたと言われるイギリスのマスケット銃。騎士道を尊び、己の信念を貫く。星条旗やハンバーガーなどアメリカ関連のものを見ると眩暈を起こす。
これには彼の出自が関係している。時々態度がアメリカンになることもある。戦闘スタイルの違い上、ケンタッキーとよく対立する。シャルルヴィルとは腐れ縁。
シャルルヴィル
声 - 立花慎之介
身長178cm。
趣味 銃磨き
好きな物 スイーツ。
フランスで初めて軍用に標準化されたマスケット銃。甘い物が好きで、自分でスイーツを作ることも。戦闘では慎重派。
ブラウンとは腐れ縁だが同時に憧れを抱いている。自分自身の戦闘力に自信がないため、精神的に脆いところがある。
スプリングフィールド
声 - 蒼井翔太
身長172cm。
趣味 キャッチボール
好きな物 アップルパイ、ハンバーガー。
アメリカ初の国産フリントロック式マスケット銃。シャルルヴィルをモデルに作られた。ブラウン、シャルル、ケンタッキーに可愛がられる。明るく元気で素直な青年だが、子供扱いはやめてほしいと感じている。
ケンタッキー
声 - 梶裕貴
身長175cm。
趣味 アート
好きな物 犬、ホットブラウン。
アメリカのケンタッキー連隊で活躍したライフルマスケット銃。スナイパーであり、騎士道精神を持つブラウン･ベスと対立をよくおこす。自分自身の美意識にこだわりがある。

#### ナポレオン
皇帝ナポレオンを慕う銃のグループ
ナポレオン
声 - 浪川大輔
身長175cm。ナポレオン帽に裏地が赤の軍服、白の細身パンツにロングブーツを履いている。
趣味 法律、視察(散歩)
好きな物 シャンパン風呂。
皇帝ナポレオンのフリントロック式ショットガン。自身を貴銃士ではなく、本物のナポレオンと思い込んでいる。
ラップ
声 - 羽多野渉
身長183cm。
趣味 乗馬 好きな物 ハンバーグ。皇帝ナポレオンが自身の副官、ラップ将軍へ贈ったフリントロック式の銃。ナポレオンのお世話役。
ニコラ
声 - 村瀬歩
身長148cm。
趣味 読書、戦場見学
好きな物 クレープ(いちご)。
皇帝ナポレオンに贈られた対のフリントロック式ピストル。彼の亡き後、彼の息子に相続された。ラップのことをよく思っていない。
ノエル
声 - 村瀬歩（二役）
身長148cm。
趣味 読書、戦場見学
好きな物 クレープ(アップルシナモン)。
皇帝ナポレオンに贈られた対のフリントロック式ピストル。彼の亡き後、彼の息子に相続された。ラップのことをよく思っていない。

#### 大坂の陣
大坂の陣で戦った武将が愛用した銃のグループ。
イエヤス
声 - 梅原裕一郎、前野智昭（アニメ版代役）
身長175cm。
趣味 異文化交流、鍛錬
好きな物 茶、天ぷら。
初代将軍徳川家康が愛用した火縄銃。
ヒデタダ
声 - 斉藤壮馬
身長176cm。
趣味 味噌作り、書道
好きな物 温泉。
二代目将軍徳川秀忠が愛用した火縄銃。
ユキムラ
声 - 中島ヨシキ
身長170cm。
趣味 読書(兵法書)
好きな物 握り飯。
真田信繁（幸村）が大坂の陣で用いた馬上宿許筒。

#### ドイツ統一戦争
ドイツ統一戦争で争った銃のグループ。
ドライゼ
声 - 佐藤拓也
身長187cm。プロイセンの発展を支えた世界初の実用的ボルトアクションライフル。
シャスポー
声 - 江口拓也
身長180cm。普仏戦争で使用されたフランスのボルトアクションライフル。
タバティエール
声 - 高橋広樹
身長182cm。主に第2戦級で用いられたフランス陸軍初の後装式ライフル。
ローレンツ
声 - 西山宏太朗
身長174cm。オーストリア初の国産パーカッションロック式ライフルマスケット銃。

#### ロマノフ
冬の宮殿に住まう高貴な銃のグループ。
アレクサンドル
声 - 平野良
身長180cm。ロシア皇帝アレクサンドル1世のフリントロック式ライフル。現実逃避癖があり、エカチェリーナによく怒られている。
エカチェリーナ
声 - 代永翼
身長145cm。ロシア女帝エカチェリーナ2世のフリントロック式ピストル。愛称（略称）は「カーチャ」。

#### ハプスブルク
格調高い麗しのハプスブルク家と縁のあるグループ。
カール
声 - 山谷祥生
身長152cm。カール5世のホイールロック式拳銃。
肉とチョコレートが好物。外見は幼い子供。
レオポルト
声 - 浜田賢二
身長185cm。神聖ローマ帝国レオポルト1世のホイールロック式ライフル。
髭の生えた穏やかな男性。自由奔放なマルガリータを常に心配し、気にかけている。
マルガリータ
声 - 花江夏樹
身長168cm。レオポルト1世の后マルガリータ・テレサのフリントロック式銃。
女装で買い物に出かけたり、ドレスでパーティーにも出席する。愛称（略称）は「グレーテル」。

#### オスマン
宝石に彩られたアラビアンな銃のグループ。
アリ・パシャ
声 - 小野友樹
身長180cm。オスマン帝国の領主アリ・パシャのミュケレットロック式マスケット銃。
特にナポレオングループと駆け引きを行い、取引することもしばしば。
エセン
声 - 山本一慶
身長175cm。来歴不明の謎のフリントロック式マスケット銃。
自らの意見は少ないものの、長い物には巻かれろ主義。アリ・パシャの命令を受け諜報活動や調べ物をすることが多い。
マフムト
声 - 古川慎
身長180cm。オスマン帝国皇帝マフムト1世のミュケレットロック式マスケット銃。
常に穏やかでのんびりした話し方をする。自身の来歴からか宝石を出すことが出来る。コーヒーが好物。

#### 奇銃
奇妙な形状と謎に満ちた過去を持つ銃のグループ。
キセル
声 - 鈴木達央
身長172cm。江戸時代に作られた煙管の変型仕込み銃。
サングラスをかける・外すことにより性格が変化する。
ケイン
声 - 新垣樽助
身長179cm。歩行用の杖に擬した変型仕込み銃。
手品が得意。
カトラリー
声 - 松岡禎丞
身長165cm。海賊船で使用された食器の変型仕込み銃。
来歴の為か、他の銃とあまりコミュニケーションを取ろうとしない。

#### 火縄銃
鉄砲伝来と日本で発展を遂げた銃のグループ。
フルサト
声 - 高城元気
身長170cm。ポルトガル人により日本に初めて伝来した通称「初伝来銃」。
腰の辺りまで届く長髪で女性のような容姿。外国人が話すような片言の日本語を使う。
キンベエ
声 - 小西克幸
身長185cm。八板金兵衛によって作られた日本初の国産銃第一号。
フルサトのことを敬っている。
サカイ
声 - 鎌苅健太
身長173cm。堺で製造された目当て（照星）が富士山の形の筒銃。
たこ焼きと縁起物が好き。関西弁で話す。
クニトモ
声 - 赤澤遼太郎
身長168cm。堺、根来と並び称される鉄砲の生産地・国友で製造された「機能美」に特化した量産銃。
趣味は陶芸。桜、しゃぶしゃぶが好き。関西弁で話す。

#### 黒船
ペリー提督からの贈り物として日本にもたらされた銃のグループ。ゲーム終了時点ではホールのみ。
ホール
声 - 白井悠介
身長177cm。黒船来航時に徳川幕府へ贈られたアメリカの後装式ライフル（ホールライフル）。
アイドルを自称しており明るい性格のためか一般の人々にも人気。

#### 戊辰戦争
幕末の日本で戦いを繰り広げた銃のグループ。
ゲベール
声 - 内田雄馬
身長170cm。幕末に使用された和製パーカッションロック式マスケット銃。
スナイダーとは犬猿の仲。
エンフィールド
声 - 鈴木勝吾
身長179cm。前装銃最後の傑作と言われる英国エンフィールド造兵廠のライフルマスケット銃。
1853年から英国軍や米沢藩や官軍で使用された。
その来歴のせいでスナイダーへは複雑な思いを抱いている。同じ英国出身のブラウン・ベスを尊敬している。
スナイダー
声 - 柿原徹也
身長182cm。エンフィールド銃を改造して作られた後装式ライフル。
エンフィールドへ自分への改造を迫ることもしばしば。

### 現代銃
世界帝国の特別幹部。素顔は ガスマスクで隠されている。
ミカエル
声 - 野島健児
高貴さをまとう戦場のピアニスト。携行容易な分隊支援用ミニミ軽機関銃。
胸元に赤い薔薇を飾る。
エフ
声 - 平川大輔
妖しく優美な毒花。ロングストロークピストン式アサルトライフル。
毛皮の襟がついた白いコートに黒い手袋。髪に赤メッシュ入り。女言葉で話し、女性用の香水も愛用。
ゴースト
声 - 真殿光昭
とらえどころのない戦場の幻影。無薬莢弾（ケースレス弾薬）を使用する軍用小銃。G11は射撃時に発生した燃焼熱を、薬莢内に封じ込め銃外に出すヒートシンク機能がないので加熱しやすい。
関西弁に似た話し方で、しばしば激昂する。影が薄いと自覚している。
きゅるちゅ
声 - 下野紘
銀の翼を持った死天使。コンパクトで可愛いサブマシンガン。MP5KのＫはドイツ語で短いを意味する｢Kruz｣。
一見、ミニスカートに見えるキュロットに光沢のある長靴。脚を露出させた下半身と、連射装備と翼で武装の上半身。
ベルガー
声 - 豊永利行
破滅を嘲笑うバッド・ボーイ。モジュール・パーツを交換し柔軟に使い分けるシステム・ウェポン。
赤毛で緑の戦闘服、フードに兎耳の飾りがある。
ホクサイ
声 - 岡本信彦
闇に揺らめく紺青の危険人物。スマートで使いやすい、小口径の反動利用方式アサルトライフル。
『プルシアン・ブルー』を愛し、マスクのグラス越しにのぞく目も鮮やかな青をしている。　
ナインティ
声 - 不明
縦横無尽のパニック・シューター。ブルパップ方式の短機関銃。P90のＰは先駆者の意味で、他銃と一線を画す近未来的な外観が特徴。
ツートンカラーの髪に苺の髪飾り、サクランボの首飾り。緑のハイソックスに編み上げ靴。いつもおなかをすかしている。
アインス
声 - 安元洋貴
戦場に君臨する深紅の威容。特殊部隊仕様セミオートマチック狙撃銃。
グリニッシュ・ブラウンの短髪で赤シャツに裏地が赤のコート。
89
声 - 鈴村健一
世を侮蔑する狐面の静観者。日本人の体格に合わせて設計された自衛隊の89式小銃。迷彩服には漢字が書いてある。
ファル
声 - 前野智昭
底知れぬ闇へと誘う茨の悪魔。ベルギー製の軍用軽量小銃。
縦縞のスーツに金の指輪と金時計。アインスの補佐も務める。
ラブ☆ワン
声 - 森久保祥太郎
血の滴る狂気の刹那主義者。英国ロイヤル・スモール・アームズ・ファクトリーのコンパクトなアサルトライフル。ライク♡ツーの兄。銃種は異なるが、エンフィールドは同郷 (同じ製造企業の前身）の先輩に当たる。
多色柄のスーツに細身のパンツで、ブレスレットや指輪も多数はめている。黄緑の髪には自由の女神のような広角に伸びた棘の突起がある。
ライク♡ツー
声 - 広瀬裕也
贅を纏う強靭なるセレブリティ。英国ロイヤル・オードナンスのアサルトライフルだが、やや重めで極度に高コスト化されたモデル。ラブ☆ワンの弟。
赤紫のトップスにハート型の穴があり、胸下から腹部の肌を見せている。冬でもミニのショートパンツとガーター網タイツで、ピンクの長靴と黒のオペラグローブにゴージャスな白い毛皮のマフをかぶせて着用。
ガスマスクもピンク、その下は美少女のような容貌で、長い髪をエンジェルウィングに纏め、唇に口紅を引いている。屋外では長手袋や長靴にはめているマフとお揃いの、リボンが付いた真っ白なウシャンカ風の帽子と毛皮のハーフコートを羽織る。
モーゼル
ドイツ・マウザー社（ラインメタル武器弾薬社）の最初期のセミオートマチック拳銃。
ガスマスクから赤い目が見開かれ、正確な射撃には定評がある。
ぱるめ
フィンランド・バルメ社の工作精度の高いアサルトライフル。
淡い藤色の髪で、レギンスのような脚にフィットしたボトムス。左目の下に星のシールが貼ってあり、白いジョッパーブーツにも星が飾られている。同国出身のムクと仲良し。
ムク
フィンランド・SAKO社（バルメの小火器部門を買収）のM90アサルトライフル。
帽子を後ろ前にかぶり、インディゴの迷彩服上下。前開きマジックテープ装着の黒いジョッパーブーツを履いている。

### その他の登場人物
恭遠・グランバード（きょうとう・グランバード）
声 - 千葉進歩
身長180cm。レジスタンス特別支部 支部長。貴銃士たちを陰ながら支える。
ゲーム開始時ではボイスなしNPCだった。アニメ放映で声優が付き、ゲームでも2018年8月17日開催イベント「夏空のノスタルジア」でボイスが実装。
カルロ
声 - 鈴木崚汰
街の住民。アニメ1話では世界帝軍に殴られ、6話でホールと会話し、12話で信号弾を目撃した少年。

### 未実装キャラ
2019年秋にCD発売。また、サービス終了後も「未実装貴銃士育成」タグの公式Twitterで育成の物語を発信。
ペンシルヴァニア
声 - 伊東健人
所属はアメリカ独立戦争。
ネイビー
声 - 市川太一
所属は黒船。
ペッパー
声 - 千葉翔也
所属は黒船。
ヤーゲル
声 - 島﨑信長
所属は戊辰戦争。
ミニエー
声 - 鈴木裕斗
所属は戊辰戦争。
1851年から米沢藩や官軍で購入された。新政府軍の主力小銃であった。

## 千銃士:Rhodoknight
前作から7年後の世界を舞台に、Kathariste（カサリステ）に召集された主人公（フィルクレヴァート士官学校の生徒）が、「絶対非道」の力を秘めた貴銃士たちと共に暗躍する謎の組織を探るストーリー。

### KATHARISTE（カサリステ）
主人公のもとに集う最初の4挺。
マークス
声 - 熊谷健太郎
身長183cm。マスターのみ従う忠犬スナイパー。銀髪に青紫のメッシュ入り。正確・精密な狙撃が信条。
趣味　薬作り
好きなもの　マスター、カレー(甘口)
主人公であるマスターが士官学校に入った際に相棒になった狙撃銃。名前の由来はマークスのプロトタイプをもとにつけられた。マスター第一主義であり、マスターに対して過保護になったり、マスターを害するような言動や人物に対して過剰に噛み付くような態度をとる。合理主義者のライク・ツーとはよく喧嘩をする。
ライク・ツー
声 - 広瀬裕也
身長176cm。目的のためにストイックに突き進む合理主義者。女性的な容姿・衣装だったライク♡ツーに比べ髪が短く、体の露出が少ない服になっている。
趣味　筋トレ
好きなもの　ミートボールスパゲッティ
合理主義者であり冷たく見られる言動が多い。マスターを甘やかすマークスと正反対に、マスターを自立させようとするある種マークスとは別の思いやりが見られる。何事も卒なくこなし、士官学校の成績は常に上位。毒舌。前作のラブ☆ワンのことを「前身」と呼んでいる。
ジョージ
声 - 八代拓
身長175cm。明るい笑顔でみんなを照らす太陽。前作のブラウン・べスのもう一つの人格であると語られる。
趣味　人助け
好きなもの　ハンバーガー、トライフル
ブラウン・ベスがアメリカ兵に使われる際に生まれた人格。楽観的で明るい性格でありムードメーカー。
十手（じって）
声 - 田所陽向
身長181cm。己の正義を貫く人情の同心。和洋折衷のような衣装。十手を改造した奇銃の一種。
趣味　盆栽
好きなもの　ちくわ、かまぼこ
寛容な精神の持ち主であり、人の長所を見つけることが上手い人物である。またカサリステメンバーの3人を主に貴銃士たちを尊敬している。人を取り押さえることを得意としている一方で、十手自身の銃の性能をはじめにあまり自分自身に自信がない一面が見られる。

#### イギリス
霧深い伝統の国　イギリス出身のグループ。
マークス
声 - 熊谷健太郎
ライク・ツー
声 - 広瀬裕也
エンフィールド
声 - 鈴木勝吾
身長179cm。ブラウン・ベスを慕う善意の優等生。前作のエンフィールドに比べ、襟・袖・帽子に若干の変更点がある。
趣味　お茶会、ブラウン・ベスの研究
好きなもの　紅茶、スコーン
今作ではジョージの主人格ブラウン・ベスが不在のため、ジョージのことを師匠と仰ぐ。絶対非道に対して否定的な態度をとる所が見られる。また前の持ち主はレジスタンスの1人であり、スナイダーの持ち主を庇って死亡している。革命戦争勝利後にスナイダーの元の持ち主によって弟と共にイギリス王室に納められた過去がある。
スナイダー
声 - 柿原徹也
身長　182cm。力のみを求める戦場の蹂躙者。前作に比べ、裾飾りや帽子、ベルトに変更点が見られる。
趣味　戦闘
好きなもの　力
今作で唯一絶対高貴と絶対非道が使える貴銃士である。前作のスナイダーとは別人であり、ウルンディの戦いに参加した兵士の所持品であった。さまざまな場所を転々とした後に博物館に収蔵され、以降レジスタンスの手に渡っている。エンフィールドと違い、絶対非道に対して肯定的であり、好きなものからもそのことが垣間見られる。

#### アメリカ
星空に自由を掲げる国　アメリカ出身のグループ。
ジョージ
声 - 八代拓
ケンタッキー
声 - 梶裕貴
身長178cm。自分のスタイルを貫く熱いハートの狙撃手。前作に比べて、衣装のネクタイがなくなっていたり、帽子のデザインも変更が見られる。
趣味　裁縫
好きなもの　ホットブラウン、犬
前作のケンタッキーと比べ、ペンシルヴァニアのことをライバル視している。
ペンシルヴァニア
声 - 伊東健人
身長183cm。大地に寄り添い生きる自由な旅人。前作の帽子の飾りが無くなり、そのまま耳飾りに変更された。
趣味　革製品作り
好きなもの　燻製肉、野いちご
勝負事よりも目の前にある問題を優先する人物。デスクワークよりも森の中で過ごす方が性に合っている様子が見られる。
スプリングフィールド
声 - 蒼井翔太
身長172cm。傷を負い感情を失った薄命の銃。前装式の古銃を改造して造られた現代銃。前作で濃い青緑だった髪の色が薄く白っぽい水色になっている。
趣味　銃のメンテナンス
好きなもの　アップルパイ
前作の元気な様子とは一変し、喀血するなどといった病弱な面が多く見られる。在坂と仲が良い。

#### フランス
絢爛たる宮廷の国　フランス出身のグループ。
シャルルヴィル
声 - 立花慎之介
身長178cm。
趣味　旅行の計画を立てる
好きなもの　スイーツ
シャスポー
声 - 江口拓也
身長180cm。
趣味　スケッチ
好きなもの　フランス、テリーヌ
グラース
声 - 寺島拓篤
身長180cm。
趣味　読書、色事
好きなもの　人のもの
タバティエール
声 - 高橋広樹
身長182cm。
趣味　料理、シュノーケリング
好きなもの　煙草、車
元々はサブ用途の銃であり、後方支援で活躍する。機動力と煙草入れに似た後装機構が水に強いのが売り。

#### ドイツ
血と鉄の国　ドイツ出身のグループ。
ドライゼ
声　- 佐藤拓也
身長187cm。
趣味　強兵の育成
好きなもの　ヴルスト
エルメ
声　- 諏訪部順一
身長187cm。
趣味　ドライゼの観察
好きなもの　レバー料理
ジーグブルート
声　- 笠間淳
身長182cm。
趣味　掃除、インテリア、お菓子作り
好きなもの　地ビール
ゴースト
黒いヴェールで顔の左側を隠す。外見と雰囲気が前作と変わり、一人称が「俺」になっている。

#### 日本
桜咲く幽遠の国　日本出身のグループ。
十手
声 - 田所陽向
キセル
邑田（むらた）
声 - 前山剛久（2021年11月 - 2022年1月）、深町寿成（2022年1月 - ）
身長　176cm。日本陸軍の邑田経芳によって製作された、日本初の国産軍用銃。頭頂部から一束の跳ね毛が立っており、和風の耳飾りをつけ扇子を持つ。　
趣味　米粒アート
好きなもの　焼き芋
在坂（ありさか）
声 - 植田圭輔
身長158cm。邑田銃の後継機として作られた歩兵銃。前髪で左目が隠れ、下駄の歯のような靴底が付いた編上げ靴を履いている。
趣味　日記を書く
好きなもの　オムライス
八九（はちきゅう）
声 - 鈴村健一
身長173cm。戦闘服は前作の89とほぼ同じだが、黒いネクタイの代わりに赤い房のついた紐を襟首に付けている。眼鏡をかける事もある。
趣味　ゲーム
好きなもの　味噌ラーメン
前作の89と同一人物。

#### オーストリア
双頭の鷲羽ばたく品格の国　オーストリア出身のグループ。
カール
声 - 山谷祥生
身長152cm。前進を続ける偉大なる小さな皇帝。前作のデザインに対してマントの裏が赤地の柄入りになり、また背中ほどの長さが地面につくぐらいの長さに変更された。
趣味　テーブルゲーム
好きなもの　肉、チョコレート
ローレンツ
声 - 西山宏太朗
身長178cm。皇帝を信奉する理論の証明者。前作のローレンツに比べデザインにいくつか変更点がある。また身長や性格に違いがある。
趣味　読書、音楽鑑賞
好きなもの　コーヒー、歴史
官営工場製の銃であり、普墺戦争の経験からなのかドライゼに対して怯える素振りを見せる。
ベルガー
声 - 豊永利行
身長176cm。縦横無尽に跳ね回る暴虐の問題児。笑い方が特徴的な人物。
趣味　脱走計画
好きなもの　コーク、愛玩生物
道徳観が欠如している言動が多く見られるが動物については話が別であり、仲間意識や愛着心がみられる。同じ出身のローレンツにモルモット呼びをされており、実験を主にローレンツに翻弄されることが多い。

#### ベルギー
勃興と喪失の国　ベルギー出身のグループ。
ファル
声 - 前野智昭
身長180cm。前作と違いスーツを着崩しており、黒地に金色の紋章の入った手袋を装着している。
趣味　拷問、チーズの食べ比べ
好きなもの　チーズ、赤ワイン
前作の世界帝の銃時代の記憶が失われているためか、弟やアインスについて執着している様子が少ない。無意識に花をむしる癖がある。
ミカエル
声 - 野島健児
身長178cm。白い毛皮の襟巻を羽織る。包帯を巻いた右目が垂らした前髪に隠れている。
趣味　ピアノ
好きなもの　花、雨音
前作と同一個体のようだが、記憶は失っている。
カトラリー
声 - 松岡禎丞
外見は前作と同じに見えるが、趣味が釣りから観劇や人間観察へと変わっている。美食家。

### イタリア
美と陽光の国　イタリア出身のグループ。
ベネッタ
片手撃ち自動拳銃。
カルカノーレ
ボルトアクションライフル。

### Tolle Schaf（トルレシャフ）
スケレット
声 - 福山潤
ガンマ
声 - 青山穣

### その他のキャラ
ヴィヴィアン・リントンロッジ
声 - ファイルーズあい
主人公（プレイヤー）の親友として登場するNPC。フィルクレヴァート士官学校で主人公と共に学ぶ明朗快活な少女。
ラッセル・ブルースマイル
声 - 津田健次郎
フィルクレヴァート士官学校の教官。
恭遠・グランバード（きょうとう・ぐらんばーど）
声 - 千葉進歩 
同じく教官。教室では、貴銃士たちのことを温かく見守っている。
マーガレット
イギリスの若き女王。戴冠式の際にブラウン・ベスを召銃したことで世界中の人々が貴銃士を求めるきっかけとなった。
ダンロー・ユリシーズ
連合軍ドイツ支部の少佐。両親を亡くした主人公を陰から支援してきた。
カトリーヌ・ド・ロシニョル
フランス編に登場。フランスの名家の一つであるロシュニョル侯爵家の令嬢。身体が病弱な女性。世間のロシニョル家へのバッシングに加え、継母からも冷遇されている。
テオドール・ド・レザール
フランス編に登場。フランスの名家の一つであるレザール侯爵家の次男。いつも険しい顔をしている男性。
ロジェ・ド・リリエンフェルト
フランス編に登場。フランスの名家の一つであるリリエンフェルト侯爵家の当主。人格者と謳われた社交界の花形だが最近はイライラしている姿も多く見られているらしい。

## ゲーム
- 「千銃士」は2018年3月22日よりサービス開始（2019年6月11日終了後も残存のコンテンツやイベント等がある）。
- 「千銃士:Rhodoknight」は2021年11月24日よりサービス開始。

## CD
いずれも同時収録のドラマパートの収録名は省略する。 テレビアニメのサウンドトラックCDは、#サウンドトラックを参照。

### 主題歌
- 「Bullet of Loyalty」（2018年6月20日発売、ZMCZ-12200）
  1. 「Bullet of Loyalty」（スマートフォンゲーム『千銃士』メインテーマソング）
    - 作詞・作曲・編曲 - 渡辺亮希 / 歌 - ブラウン・ベス（八代拓）、シャルルヴィル（立花慎之介）、スプリングフィールド（蒼井翔太）、ケンタッキー（梶裕貴）

  2. 「Be Noble 〜自由へのRebirth〜」
    - 作詞 - こだまさおり / 作曲・編曲 - 睦月周平 / 歌 - ブラウン・ベス（八代拓）、シャルルヴィル（立花慎之介）、スプリングフィールド（蒼井翔太）、ケンタッキー（梶裕貴）
- 「Rosebud Gravity」（2022年1月26日発売、MJSS-09315）
  1. 「Rosebud Gravity」（スマートフォンゲーム『千銃士:Rhodoknight』OP主題歌）
    - 作詞：eNu / 作曲編曲：馬渕直純 / 歌：マークス（熊谷健太郎）、ライク・ツー（広瀬裕也）、ジョージ（八代拓）、十手（田所陽向）

  2. 「Rosebud Gravity（マークス バージョン）」
    - 作詞：eNu / 作曲編曲：馬渕直純 / 歌：マークス（熊谷健太郎）

  3. 「Rosebud Gravity（ライク・ツー バージョン）」
    - 作詞：eNu / 作曲編曲：馬渕直純 / 歌：ライク・ツー（広瀬裕也）

  4. 「Rosebud Gravity（ジョージ バージョン）」
    - 作詞：eNu / 作曲編曲：馬渕直純 / 歌：ジョージ（八代拓）

  5. 「Rosebud Gravity（十手 バージョン）」
    - 作詞：eNu / 作曲編曲：馬渕直純 / 歌：十手（田所陽向）

### キャラクターソング

#### Noble Bullet
- 『千銃士』絶対高貴ソングシリーズ「Noble Bullet 01 アメリカ独立戦争グループ」（2018年8月1日発売、ZMCZ-12371）
  1. 「Knightliness」
    - 作詞 - eNu / 作曲・編曲 - R・O・N / 歌 - ブラウン・ベス（八代拓）

  2. 「Merci Beaucoup!! 〜スウィートデイズ♥〜」
    - 作詞 - サイトウヨシヒロ / 作曲・編曲 - 大竹智之 / 歌 - シャルルヴィル（立花慎之介）

  3. 「Starring field」
    - 作詞 - eNu / 作曲・編曲 - 設楽哲也 / 歌 - スプリングフィールド（蒼井翔太）

  4. 「Sniper's Aesthetic」
    - 作詞 - 磯谷佳江 / 作曲 - 小野貴光 / 編曲 - 玉木千尋 / 歌 - ケンタッキー（梶裕貴）
- 『千銃士』絶対高貴ソングシリーズ「Noble Bullet 02 ナポレオングループ」（2018年7月25日発売、ZMCZ-12372）
  1. 「Nothing Impossible」
    - 作詞 - 磯谷佳江 / 作曲 - 小野貴光 / 編曲 - 玉木千尋 / 歌 - ナポレオン（浪川大輔）

  2. 「vaincre ou mourir 〜誇り高きナイトメア〜」
    - 作詞 - サイトウヨシヒロ / 作曲・編曲 - 網本ナオノブ / 歌 - ラップ（羽多野渉）

  3. 「共鳴コントラスト」
    - 作詞 - 磯谷佳江 / 作曲・編曲 - 大竹智之 / 歌 - ニコラ&ノエル（村瀬歩）
- 『千銃士』絶対高貴ソングシリーズ「Noble Bullet 03 大坂の陣グループ」（2018年8月22日発売、ZMCZ-12373）
  1. 「花ノ舞、鬨ノ歌」
    - 作詞 - eNu / 作曲・編曲 - 設楽哲也 / 歌 - イエヤス（梅原裕一郎）

  2. 「みぉ・あもーれ」
    - 作詞 - サイトウヨシヒロ / 作曲・編曲 - 網本ナオノブ / 歌 - ヒデタダ（斉藤壮馬）

  3. 「ウルトラミラクルアルティメット」
    - 作詞・作曲・編曲 - サイトウヨシヒロ / 歌 - ユキムラ（中島ヨシキ）
- 『千銃士』絶対高貴ソングシリーズ「Noble Bullet 04 ドイツ統一戦争グループ」（2018年9月26日発売、ZMCZ-12374）
  1. 「Mein Leben」
    - 作詞 - 磯谷佳江 / 作曲 - 小野貴光 / 編曲 - 玉木千尋 / 歌 - ドライゼ（佐藤拓也）

  2. 「アイソレイション」
    - 作詞・作曲・編曲 - サイトウヨシヒロ / 歌 - シャスポー（江口拓也）

  3. 「哀愁モナムール」
    - 作詞 - 磯谷佳江 / 作曲 - 小野貴光 / 編曲 - 玉木千尋 / 歌 - タバティエール（高橋広樹）

  4. 「青きドナウのリフレイン」
    - 作詞 - サイトウヨシヒロ / 作曲・編曲 - 三好啓太 / 歌 - ローレンツ（西山宏太朗）
- 『千銃士』絶対高貴ソングシリーズ「Noble Bullet 05 オスマングループ」（2018年9月26日発売、ZMCZ-12375）
  1. 「反逆の華〜Black Rebellion〜」
    - 作詞 - 磯谷佳江 / 作曲 - 小野貴光 / 編曲 - 玉木千尋 / 歌 - アリ・パシャ（小野友樹）

  2. 「as a wind」
    - 作詞 - 磯谷佳江 / 作曲 - 小野貴光 / 編曲 - 玉木千尋 / 歌 - エセン（山本一慶）

  3. 「祈りの風」
    - 作詞 - 磯谷佳江 / 作曲 - 小野貴光 / 編曲 - 玉木千尋 / 歌 - マフムト（古川慎）
- 『千銃士』絶対高貴ソングシリーズ「Noble Bullet 06 ロマノフグループ」（2018年10月24日発売、ZMCZ-12376）
  1. 「Trust Me!!」
    - 作詞 - サイトウヨシヒロ / 作曲・編曲 - 網本ナオノブ / 歌 - アレクサンドル（平野良）

  2. 「天使のおとぎばなし」
    - 作詞 - サイトウヨシヒロ / 作曲・編曲 - 大竹智之 / 歌 - エカチェリーナ（代永翼）
- 『千銃士』絶対高貴ソングシリーズ「Noble Bullet 07 戊辰戦争グループ」（2018年10月24日発売、ZMCZ-1237）
  1. 「Limited Cords」
    - 作詞 - eNu / 作曲 - R・O・N/ 編曲 - 設楽哲也 / 歌 - ゲベール（内田雄馬）

  2. 「Promise」
    - 作詞 - eNu / 作曲・編曲 - R・O・N / 歌 - エンフィールド（鈴木勝吾）

  3. 「Knock Knock Knock」
    - 作詞 - eNu / 作曲・編曲 - Kohei by SIMONSAYZ / 歌 - スナイダー（柿原徹也）
- 『千銃士』絶対高貴ソングシリーズ「Noble Bullet 08 ハプスブルクグループ」（2018年11月28日発売、ZMCZ-12378）
  1. 1.「Plus Ultra」
    - 作詞 - eNu / 作曲・編曲 - 睦月周平 / 歌 - カール（山谷祥生）

  2. 「toi,toi,toi」
    - 作詞 - サイトウヨシヒロ / 作曲・編曲 - 鈴木智貴 / 歌 - レオポルト（浜田賢二）

  3. 「Happy Lovely Party Time」
    - 作詞 - eNu / 作曲 - 川田瑠夏 / 編曲 - 設楽哲也 / 歌 - マルガリータ（花江夏樹）
- 『千銃士』絶対高貴ソングシリーズ「Noble Bullet 09 奇銃グループ」（2018年11月28日発売、ZMCZ-12379）
  1. 「アイヲクレ」
    - 作詞・作曲・編曲 - サイトウヨシヒロ / 歌 - キセル（鈴木達央）

  2. 「Crazy Masquerade」
    - 作詞・作曲・編曲 - サイトウヨシヒロ / 歌 - ケイン（新垣樽助）

  3. 「月影のラストルス」
    - 作詞 - eNu / 作曲・編曲 - 馬渕直純 / 歌 - カトラリー（松岡禎丞）
- 『千銃士』絶対高貴ソングシリーズ「Noble Bullet 10 火縄銃&黒船グループ」（2018年12月19日発売、ZMCZ-12380）
  1. 「HOME」
    - 作詞 - eNu / 作曲・編曲 - Kohei by SIMONSAYZ / 歌 - フルサト（高城元気）

  2. 「畢生の荒波をゆけ」
    - 作詞 - eNu / 作曲 - Kohei by SIMONSAY Z / 編曲 - 川島弘光 / 歌 - キンベエ（小西克幸）

  3. 「あきんどスピリッツ！」
    - 作詞 - eNu / 作曲・編曲 - 睦月周平 / 歌 - サカイ（鎌苅健太）

  4. 「内緒のゆびきり」
    - 作詞 - eNu / 作曲・編曲 - 川島弘光 / 歌 - クニトモ（赤澤遼太郎）

  5. 「Star★☆Light」
    - 作詞 - サイトウヨシヒロ / 作曲・編曲 - 石井健太郎 / 歌 - ホール（白井悠介）

#### Noble Recollections
- 『千銃士』絶対高貴ソング＆ドラマCD「Noble Recollections 01 ペンシルヴァニア」（2019年9月25日発売、ZMCZ-13531）
  1. 「ワイルド・フロンティア」（ゲーム未実装の楽曲）
    - 作詞：eNu / 作曲：R・O・N / 歌：ペンシルヴァニア（伊東健人）
- 『千銃士』絶対高貴ソング＆ドラマCD「Noble Recollections 02 ネイビー＆ペッパー」（2019年10月23日発売、ZMCZ-13532）
  1. 「Tasty!」（ゲーム未実装の楽曲）
    - 作詞：eNu / 作曲：睦月周平 / 歌：ネイビー（市川太一）

  2. 「Absolute Freedom」（ゲーム未実装の楽曲）
    - 作詞：eNu / 作曲：Kohei by SIMONSAYS / 歌：ペッパー（千葉翔也）
- 『千銃士』絶対高貴ソング＆ドラマCD 「Noble Recollections 03 ヤーゲル&ミニエー」（2019年11月27日発売、ZMCZ-13533）
  1. 「L Tactics」（ゲーム未実装の楽曲）
    - 作詞：eNu / 作曲：睦月周平 / 歌：ヤーゲル（島﨑信長）

  2. 「Cherish」（ゲーム未実装の楽曲）
    - 作詞：eNu / 作曲：設楽哲也 / 歌：ミニエー（鈴木裕斗）

#### Crossing Emotions
- 『千銃士:Rhodoknight』「Crossing Emotions volume I マークス_ライクツー」（2022年2月23日発売、MJSS-09325）
  1. 「Rose Relation」
    - 作詞 - eNu / 作曲・編曲 - 馬渕直純 / 歌 - マークス（熊谷健太郎）

  2. 「Ash memories」
    - 作詞 - eNu / 作曲・編曲 - 馬渕直純 / 歌 -ライク・ツー（広瀬裕也）
- 『千銃士:Rhodoknight』「Crossing Emotions volume II 邑田_在坂」（2022年4月27日発売、MJSS-09326）
  1. 「籠中の鳥」
    - 作詞 - eNu / 作曲・編曲 - Narukaze / 歌 - 邑田（深町寿成）

  2. 「舞う風の中で」
    - 作詞 - eNu / 作曲・編曲 - Motokiyo / 歌 - 在坂（植田圭輔）
- 『千銃士:Rhodoknight』「Crossing Emotions volume III シャスポー_グラース」（2022年6月29日発売、MJSS-09327）
  1. 「odd Macaron」
    - 作詞 - eNu / 作曲・編曲 - 設楽哲也 / 歌 - シャスポー（江口拓也）

  2. 「Fake to Face」
    - 作詞 - eNu / 作曲・編曲 - 設楽哲也 / 歌 - グラース（寺島拓篤）
- 『千銃士:Rhodoknight』「Crossing Emotions volume IV エンフィールド_スナイダー」（2022年7月27日発売、MJSS-9328）
  1. 「Two sidesism」
    - 作詞 - eNu / 作曲・編曲 - Kohei by SIMONSAYZ/ 歌 - スナイダー（柿原徹也）

  2. 「Bloods conflict」
    - 作詞 - eNu / 作曲・編曲 - R・O・N / 歌 - エンフィールド（鈴木勝吾）

## テレビアニメ
2018年7月より9月までTOKYO MXほかにて放送された。

### スタッフ
- 原作・音楽制作 - マーベラス
- 監督 - カサヰケンイチ[19]
- シリーズ構成 - あおしまたかし[19]
- キャラクター原案・監修 - 八破ツバシ
- キャラクターデザイン原案 - 木下さくら
- キャラクターデザイン - まじろ[19]
- サブキャラクターデザイン - 渡辺浩二
- 古銃デザイン - 大川義史、稜之大介
- 古銃作画監督 - 村松尚雄
- 美術監督 - 榛名恭子
- 美術設定 - 坂本竜
- 色彩設計 - 水野愛子
- 撮影監督 - 松向寿
- 編集 - 柳圭介
- 音響監督 - 長崎行男
- 音楽プロデューサー - 堤健一郎
- 音楽 - 高木洋[19]
- プロデューサー - 小浜匠、河本紗知、伊藤絢子、髙木潤一
- アニメーションプロデューサー - 山川剛史、岡畑徹
- アニメーション制作 - TMS/だぶるいーぐる[19]
- 製作 - アニメ『千銃士』製作委員会

### 主題歌
オープニングテーマ「antique memory」
作詞 - eNu / 作曲 - 小野貴光 / 編曲 - 玉木千尋 / 歌 - ブラウン・ベス（八代拓）、シャルルヴィル（立花慎之介）、スプリングフィールド（蒼井翔太）、ケンタッキー（梶裕貴）
エンディングテーマ「BLACK MATRIX」
作詞 - 智 / 作曲 - Tohya / 編曲・歌 - vistlip
挿入歌
「Knightliness」（第1話）
作詞 - eNu / 作曲・編曲 - R･O･N / 歌 - ブラウン・ベス（八代拓）
「花ノ舞、鬨ノ歌」（第2話）
作詞 - eNu / 作曲・編曲 - 設楽哲也 / 歌 - イエヤス（梅原裕一郎）
「Mein Leben」（第3話）
作詞 - 磯谷佳江 / 作曲 - 小野貴光 / 編曲 - 玉木千尋 / 歌 - ドライゼ（佐藤拓也）
「Trust Me!!」（第5話）
作詞 - サイトウヨシヒロ / 作曲・編曲 - 網本ナオノブ / 歌 - アレクサンドル（平野良）
「Star★☆Light」（第6話）
作詞 - サイトウヨシヒロ / 作曲・編曲 - 石井健太郎 / 歌 - ホール（白井悠介）
「vaincre ou mourir 〜誇り高きナイトメア〜」（第8話）
作詞 - サイトウヨシヒロ / 作曲・編曲 - 網本ナオノブ / 歌 - ラップ（羽多野渉）
「Be Noble 〜自由へのRebirth〜(スペシャル・バージョン)」（第10話）
作詞 - こだまさおり / 作曲・編曲 - 睦月周平 / 歌 - スプリングフィールド（蒼井翔太）、ケンタッキー（梶裕貴）
「シグナル（スペシャル・バージョン）」（第11話）
作詞 - eNu / 作曲 - R･O･N / 編曲 - 睦月周平 / 歌 - ブラウン・ベス（八代拓）、シャルルヴィル（立花慎之介）

### 各話リスト
| 話数   | サブタイトル                     | 脚本           | 絵コンテ                         | 演出         | 作画監督 | 総作画監督 |
| ------ | -------------------------------- | -------------- | -------------------------------- | ------------ | --- | ---------- |
| 第1話  | 貴銃士                           | あおしまたかし | カサヰケンイチ 三浦和也 大宙征基 | 福元しんいち | 服部憲知 石堂晴伸 | 栗原学     |
| 第2話  | 絶対高貴                         | あおしまたかし | 三浦和也                         | 国崎友也     | 藤原隆章 | 栗原学     |
| 第3話  | 心銃                             | 鴻野貴光       | 佐々木真哉                       | 笠原慎平     | 栗原学 寺島勇人 舛舘俊秀 服部憲知 戸倉栄一 渡辺浩二 伊藤浩                                                                 | -          |
| 第4話  | 街                               | 杉原研二       | 大宙征基                         | 上原秀明     | 大川美穂子 松本淑恵 渡辺まゆみ 吉田肇                                                                                      | 渡辺浩二   |
| 第5話  | 奪還                             | 鴻野貴光       | 伊藤浩                           | 福元しんいち | 藤原隆章 服部憲知 寺島勇人 楊彤琤 楊国福                                                                                   | 栗原学     |
| 第6話  | 笑顔                             | 杉原研二       | 大宙征基                         | 浅見松雄     | 武口憲司 楊彤琤 李庆 | 渡辺浩二   |
| 第7話  | 駆け引き                         | あおしまたかし | 墨石荒吽                         | 住吉嵐       | 舛舘俊秀 藤原隆章 服部憲知 寺島勇人 山田香央理 宮田瑠美                                                                    | -          |
| 第8話  | 冒険                             | 鴻野貴光       | 伊藤浩                           | 向山鶴美     | 徳倉栄一 小野寺博文 | -          |
| 第9話  | 天才                             | 杉原研二       | 辻初樹                           | 藤本義孝     | HWANG YOUNG SIK KIM GI YEOP 栗原学 伊藤浩                                                                                  | 渡辺浩二   |
| 第10話 | 総力戦                           | 鴻野貴光       | 三浦和也                         | 佐々木真哉   | 柳好美 栗原学 | -          |
| 第11話 | 因縁                             | あおしまたかし | 三浦和也 伊藤浩                  | 山口美浩     | 渡辺浩二 手島勇人 服部憲知 藤原隆章 舛舘俊秀 宮田瑠美 伊藤浩 HWANG YOUNG SIK KIM GI YEOP YANG TONGCHENG YANG GUOFU SUN WEI | -          |
| 第12話 | Be Noble                         | 杉原研二       | 辻初樹                           | 黒田幸生     | 栗原学 渡辺浩二 手島勇人 舛舘俊秀 宮田瑠美 高鉾誠 秦野好紹 徳倉栄一                                                        | -          |
| OVA    | 貴銃士たちのハッピーバースデイ！ |                |                                  |              | |            |

### 放送局
| 放送期間                | 放送時間                     | 放送局       | 対象地域 | 備考   |
| ----------------------- | ---------------------------- | ------------ | -------- | ------ |
| 2018年7月3日 - 9月25日  | 火曜 23:00 - 23:30           | TOKYO MX     | 東京都   |        |
| 2018年7月4日 - 9月26日  | 水曜 0:00 - 0:30（火曜深夜） | サンテレビ   | 兵庫県   |        |
|                         | 水曜 2:30 - 3:00（火曜深夜） | BS11         | 日本全域 | BS放送 |
|                         | 水曜 2:35 - 3:05（火曜深夜） | テレビ愛知   | 愛知県   |        |
| 2018年8月3日 - 10月19日 | 金曜 14:30 - 15:00           | 日テレプラス | 日本全域 | CS放送 |

| 配信期間               | 配信時間               | 配信サイト |
| ---------------------- | ---------------------- | --- |
| 2018年7月4日 - 9月26日 | 水曜 12:00 - 12:30     | dアニメストア |
| 2018年7月7日 - 9月29日 | 土曜 12:00 - 12:30     | AmebaTV GYAO! ビデオパス アニメ放題 U-NEXT FOD ひかりTV 楽天TV ビデオマーケット ニコニコ動画 バンダイチャンネル Hulu Amazonビデオ |
|                        | 土曜 23:00 - 日曜 0:00 | ニコニコ生放送 |

### BD / DVD
| 巻 | 発売日         | 収録話          | 規格品番   | 規格品番   |
| 巻 | 発売日         | 収録話          | BD         | DVD        |
| -- | -------------- | --------------- | ---------- | ---------- |
| 1  | 2018年9月26日  | 第1話 - 第2話   | ZMXZ-12561 | ZMBZ-12571 |
| 2  | 2018年10月24日 | 第3話 - 第4話   | ZMXZ-12562 | ZMBZ-12572 |
| 3  | 2018年11月28日 | 第5話 - 第6話   | ZMXZ-12563 | ZMBZ-12573 |
| 4  | 2018年12月21日 | 第7話 - 第8話   | ZMXZ-12564 | ZMBZ-12574 |
| 5  | 2019年1月30日  | 第9話 - 第10話  | ZMXZ-12565 | ZMBZ-12575 |
| 6  | 2019年2月27日  | 第11話 - 第12話 | ZMXZ-12566 | ZMBZ-12576 |
| -  | 2019年3月6日   | OVA             | ZMXZ-12793 | ZMBZ-12793 |

### サウンドトラック
- TVアニメ『千銃士』オリジナル・サウンド・トラック Noble Bullet Symphonies（2019年1月9日発売、ZMCZ-12717）

## 漫画
- ヤングエースUPで2018年4月17日から10月2日まで『高貴に戦え！？ せんじゅーし』を連載。著：トリヤス。
  - 2018年10月4日発売、ISBN 978-4-04-107489-3

- ヤングエースで2018年7月号より2019年11月号までTVアニメのコミカライズ版を連載。漫画：大地幹

1. 2018年11月26日発売、ISBN 978-4-04-107491-6
2. 2019年12月3日発売、ISBN 978-4-04-109064-0

## 小説
- KADOKAWAより2018年11月26日に『千銃士 Re:verse turn』が発売。著：佐々木禎子、カバー絵：熊谷佳代子、本文絵：ぽぽるちゃ。
  - 2018年11月26日発売、ISBN 978-4-04-735325-1

## WEB番組

### 公式YouTubeチャンネル
公式YouTubeチャンネルで、最新情報などを中心に、動画番組が配信された。
『リリース記念SPライブ!』ではオリジナルストーリーの朗読劇といった内容も行われた。
『千銃士Rライブ』が、2020年10月14日から2021年10月14日までYouTube Liveやプレミア公開の形で配信された。全6回。
『千銃士Rリリース記念SPライブ!』が、2021年12月3日にYouTube LiveとTwitter LIVEにて配信された。
『千銃士Rハーフアニバーサリー記念SPライブ!』が、2022年5月21日にYouTube LiveとTwitter LIVEにて配信された。
『千銃士Rライブ1周年記念SP』が、2022年11月27日にYouTube Liveにて配信された。

### WEBラジオ
『千銃士R～BeRadio!～』が、2021年2月4日から2021年12月23日までアニメイトタイムズにて配信され、その後、緊急特番の形で2022年4月28日に同サイトで配信された。全25回（通常全24回＋緊急特番）。